# Manuel Osa Nsue Nsua
Manuel Osa Nsue Nsua, né en 1976, est un homme d'État équato-guinéen. Il est nommé Premier ministre de la Guinée équatoriale le 17 août 2024 pour succéder à Manuela Roka Botey et est de 2012 à 2024 à la tête de la Banco Nacional de Guinea Ecuatorial (es) (Banque nationale de Guinée équatoriale),.